# Іфке ван Белкум
Іфке ван Белкум  (нід. Iefke van Belkum, 22 липня 1986) — нідерландська ватерполістка, олімпійська чемпіонка.

## Виступи на Олімпіадах
| Олімпіада  | Дисципліна | Місце |
| ---------- | ---------- | ----- |
| Пекін 2008 | водне поло | 1     |